# La Petite-Marche
La Petite-Marche är en kommun i departementet Allier i regionen Auvergne-Rhône-Alpes i de centrala delarna av Frankrike. Kommunen ligger  i kantonen Marcillat-en-Combraille som ligger i arrondissementet Montluçon. År 2022 hade La Petite-Marche 165 invånare.

## Befolkningsutveckling
Antalet invånare i kommunen La Petite-Marche
Referens: INSEE